# Ion Baciu
Ion Baciu (12 maggio 1944) è un ex lottatore rumeno, specializzato nella lotta greco-romana.

## Palmarès

### Olimpiadi
- 1 medaglia:
  - 1 argento (Città del Messico 1968 nei -57 kg)

### Mondiali
- 1 medaglia:
  - 1 oro (Bucarest 1967 nei -57 kg)

### Europei
- 3 medaglie:
  - 1 argento (Berlino 1970 nei -57 kg)
  - 2 bronzi (Essen 1966 nei -57 kg; Katowice 1972 nei -57 kg)